# 울진군 (1988년 선거구)
울진군은 대한민국의 옛 국회의원 선거구이다. 당시 경상북도 울진군 지역을 관할했다.

## 역사
제13대 국회의원 선거를 앞두고 영덕군·청송군·울진군 선거구에서 분리되면서 신설되었다.
제15대 국회의원 선거를 앞두고 영양군·봉화군 선거구와 통합되면서 영양군·봉화군·울진군 선거구를 이루게 됨에 따라 폐지되었다.

## 역대 국회의원
| 선거   | 정당 | 정당       | 의원   |
| ------ | ---- | ---------- | ------ |
| 1988년 |      | 민주정의당 | 김중권 |
| 1992년 |      | 통일국민당 | 이학원 |

## 역대 선거 결과

### 대한민국 제13대 국회의원 선거
|  | 54.78% |

|  | 19.44% |

|  | 9.15% |

|  | 8.75% |

|  | 7.86% |

### 대한민국 제14대 국회의원 선거
|  | 52.40% |

|  | 38.50% |

|  | 4.06% |

|  | 2.87% |

|  | 2.14% |